# Яндушево (Гірськомарійський район)
Янду́шево (рос. Яндушево, марій. Яндусола) — присілок у складі Гірськомарійського району Марій Ел, Росія. Входить до складу Виловатовського сільського поселення.

## Населення
Населення — 78 осіб (2010; 92 у 2002).
Національний склад (станом на 2002 рік):
- гірські марійці — 98 %